# Холандија на Светском првенству у атлетици у дворани 2024.
Холандија је учествовала на 19. Светском првенству у атлетици у дворани 2024. одржаном у Глазгову од 1. до 3. марта деветнаести пут, односно, учествовала је на свим првенствима до данас. Репрезентацију Холандије је представљало 22 такмичара (10 мушкараца и 12 жена) који су се такмичили у 11 дисциплина (5 мушких и 6 женских).,
На овом првенству Холандија је по броју освојених медаља заузела 4 место са 5 освојених медаља (2 златне, 1 сребрна и 2 бронзане)..
У табели успешности према броју и пласману такмичара који су учествовали у финалним такмичењима (првих 8 такмичара) Холандија је са 8 учесника у финалу заузела 7 место са 42 бода.
| Плас. | Земља     | 1. место | 2. место | 3. место | 4. место | 5. место | 6. место | 7. место | 8. место | Бр. финал. | Бод. |
| ----- | --------- | -------- | -------- | -------- | -------- | -------- | -------- | -------- | -------- | ---------- | ---- |
| 7.    | Холандија | 2        | 1        | 2        | 0        | 1        | 0        | 1        | 1        | 8          | 42   |

## Учесници
| Мушкарци: - Рајан Кларк — 800 м - Job Geerds — 60 м препоне - Лимарвин Боневасија — 4 х 400 м - Рамсеј Ангела — 4 х 400 м - Теренс Агард — 4 х 400 м - Тони вон Дипен — 4 х 400 м - Тајмир Бурнет — 4 х 400 м - Исаја Клајн Икинк — 4 х 400 м - Мено Влон — Скок мотком - Свен Јансонс — Седмобој | Жене: - Н'кетиа Сед — 60 м - Фемке Бол — 400 м, 4 х 400 м - Лике Клавер — 400 м, 4 х 400 м - Надин Висер — 60 м препоне - Мајке Тјин А-Лим — 60 м препоне - Cathelijn Peeters — 4 х 400 м - Лисане де Вите — 4 х 400 м - Мирте ван дер Шут — 4 х 400 м - Евелин Салберг — 4 х 400 м - Јесика Схинтер — Бацање кугле - Јоринде ван Клинкен — Бацање кугле - Софи Доктер — Петобој |  |

## Освајачи медаља (5)

### Злато (2)
- Фемке Бол — 400 м
- Лике Клавер, Cathelijn Peeters, 
 Лисане де Вите, Фемке Бол — 4 х 400 м

### Сребро (1)
- Лике Клавер — 400 м

### Бронза (2)
- Софи Доктер — Петобој
- Лимарвин Боневасија, Рамсеј Ангела, 
 Теренс Агард, Тони вон Дипен — 4 х 400 м

## Резултати

### Мушкарци
| Атлетичар           | Дисциплина   | Лични рекорд | Квалификације   | Квалификације | Полуфинале           | Полуфинале           | Финале               | Финале       | Детаљи |
| Атлетичар           | Дисциплина   | Лични рекорд | Резултат        | Место         | Резултат             | Место                | Резултат             | Место        | Детаљи |
| ------------------- | ------------ | ------------ | --------------- | ------------- | -------------------- | -------------------- | -------------------- | ------------ | ------ |
| Рајан Кларк         | 800 м        | 1:46,08      | 1:46,69         | 4. у гр. 5    | Није се квалификовао | Није се квалификовао | Није се квалификовао | 10 / 27      |        |
| Job Geerds          | 60 м препоне | 7,57         | 7,66(.654) КВ   | 3. у гр. 4    | 7,62                 | 4. у гр. 3           | Није се квалификовао | 11 / 40 (42) |        |
| Лимарвин Боневасија | 4 х 400 м    | 3:06,06 НР   | 3:06,47 КВ, НРС | 1. у гр. 2    |                      |                      | 3:04,25 НР           |              |        |
| Рамсеј Ангела       | 4 х 400 м    | 3:06,06 НР   | 3:06,47 КВ, НРС | 1. у гр. 2    |                      |                      | 3:04,25 НР           |              |        |
| Теренс Агард        | 4 х 400 м    | 3:06,06 НР   | 3:06,47 КВ, НРС | 1. у гр. 2    |                      |                      | 3:04,25 НР           |              |        |
| Тони вон Дипен      | 4 х 400 м    | 3:06,06 НР   | 3:06,47 КВ, НРС | 1. у гр. 2    |                      |                      | 3:04,25 НР           |              |        |
| Тајмир Бурнет*      | 4 х 400 м    | 3:06,06 НР   | 3:06,47 КВ, НРС | 1. у гр. 2    |                      |                      | 3:04,25 НР           |              |        |
| Исаја Клајн Икинк*  | 4 х 400 м    | 3:06,06 НР   | 3:06,47 КВ, НРС | 1. у гр. 2    |                      |                      | 3:04,25 НР           |              |        |
| Мено Влон           | Скок мотком  | 5,96 НР      |                 |               |                      |                      | 5,65                 | 8 / 10 (11)  |        |

- Такмичари у штафети који су обележени звездицом трчали су у квалификацијама.

#### Седмобој
| Дисциплина   | Свен Јансонс | Свен Јансонс | Свен Јансонс | Свен Јансонс | Свен Јансонс | Свен Јансонс |
| Дисциплина   | Лич. рек.    | Рез.         | Бод.         | Плас.        | Укупно       | Плас.        |
| ------------ | ------------ | ------------ | ------------ | ------------ | ------------ | ------------ |
| 60 м         | 6,77         | 6,81         | 951          | 2.           | 951          | 2.           |
| Скок удаљ    | 7,58         | 7,79 ЛР      | 997          | 2.           | 1.958        | 2.           |
| Бацање кугле | 15,31        | 13,54        | 700          | 10.          | 2.658        | 5.           |
| Скок увис    | 2,00         | 1,95         | 758          | 7.           | 3.416        | 6.           |
| 60 м препоне | 7,97         | 8,12 ЛРС     | 952          | 8.           | 4.368        | 7.           |
| Скок мотком  | 4,80         | 4,80 =ЛР     | 941          | 9.           | 5.217        | 7.           |
| 1.000 м      | 2:39,17      | 2:41,26 ЛРС  | 859          | 4.           | 6.076        | 2.           |
| Укупно       | 6.025        |              |              |              | 6.076 ЛР     |              |

### Жене
| Атлетичарка         | Дисциплина   | Лични рекорд | Квалификације   | Квалификације | Полуфинале | Полуфинале | Финале                    | Финале       | Детаљи |
| Атлетичарка         | Дисциплина   | Лични рекорд | Резултат        | Место         | Резултат   | Место      | Резултат                  | Место        | Детаљи |
| ------------------- | ------------ | ------------ | --------------- | ------------- | ---------- | ---------- | ------------------------- | ------------ | ------ |
| Н'кетиа Сед         | 60 м         | 7,15         | 7,24(.238) КВ   | 3. у гр. 3    | 7,29       | 8. у гр. 3 | Није се квалификовала     | 21 / 53      |        |
| Фемке Бол           | 400 м        | 49,24 СР     | 52,00 КВ        | 1. у гр. 4    | 50,66 КВ   | 1. у гр. 2 | 49,17 СР, РСП, ЕР, НР, ЛР |              |        |
| Лике Клавер         | 400 м        | 50,10        | 51,31 КВ        | 1. у гр. 2    | 51,18      | 1. у гр. 1 | 50,16                     |              |        |
| Надин Висер         | 60 м препоне | 7,77 НР      | 7,85 КВ         | 1. у гр. 1    | 8,42       | 1. у гр. 3 | Није се квалификовала     | 24 / 38 (41) |        |
| Мајке Тјин А-Лим    | 60 м препоне | 7,98         | 8,10(.097) КВ   | НЕПОЗНАТО     | НЕПОЗНАТО  | НЕПОЗНАТО  | НЕПОЗНАТО                 | НЕПОЗНАТО    |        |
| Лике Клавер         | 4 х 400 м    | 3:25,66 НР   | 3:27,70 КВ, НРС | 1. у гр. 1    |            |            | 3:25,07 СРС, НР           |              |        |
| Кателијн Питерс     | 4 х 400 м    | 3:25,66 НР   | 3:27,70 КВ, НРС | 1. у гр. 1    |            |            | 3:25,07 СРС, НР           |              |        |
| Лисане де Вите      | 4 х 400 м    | 3:25,66 НР   | 3:27,70 КВ, НРС | 1. у гр. 1    |            |            | 3:25,07 СРС, НР           |              |        |
| Фемке Бол           | 4 х 400 м    | 3:25,66 НР   | 3:27,70 КВ, НРС | 1. у гр. 1    |            |            | 3:25,07 СРС, НР           |              |        |
| Мирте ван дер Шут*  | 4 х 400 м    | 3:25,66 НР   | 3:27,70 КВ, НРС | 1. у гр. 1    |            |            | 3:25,07 СРС, НР           |              |        |
| Евелин Салберг*     | 4 х 400 м    | 3:25,66 НР   | 3:27,70 КВ, НРС | 1. у гр. 1    |            |            | 3:25,07 СРС, НР           |              |        |
| Јесика Схинтер      | Бацање куге  | 20,31 НР     |                 |               |            |            | 19,37                     | 5 / 17       |        |
| Јоринде ван Клинкен | Бацање куге  | 19,57        | 16,88           | 16 / 17       |            |            |                           |              |        |

- Такмичарке које су обележене звездицом трчале су у квалификацијама.

#### Петобој
| Дисциплина   | Софи Доктер | Софи Доктер | Софи Доктер | Софи Доктер | Софи Доктер | Софи Доктер |
| Дисциплина   | Лич. рек.   | Резултат    | Бод.        | Плас.       | Укупно      | Плас.       |
| ------------ | ----------- | ----------- | ----------- | ----------- | ----------- | ----------- |
| 60 м препоне | 8,34        | 8,29 ЛР     | 1.064       | 6.          | 1.064       | 6.          |
| Скок увис    | 1,89        | 1,76        | 928         | 5.          | 1.992       | 5.          |
| Бацање кугле | 13,92       | 13,04       | 730         | 7.          | 2.722       | 6.          |
| Скок удаљ    | 6,31        | 6,20        | 912         | 4.          | 3.634       | 3.          |
| 800 м        | 2:15,84     | 2:11,89 ЛР  | 937         | 1.          | 4.571       | 3.          |
| Петобој      | 4.603       |             |             |             | 4.571 ЛРС   |             |